# 庄内川橋梁 (名鉄名古屋本線)

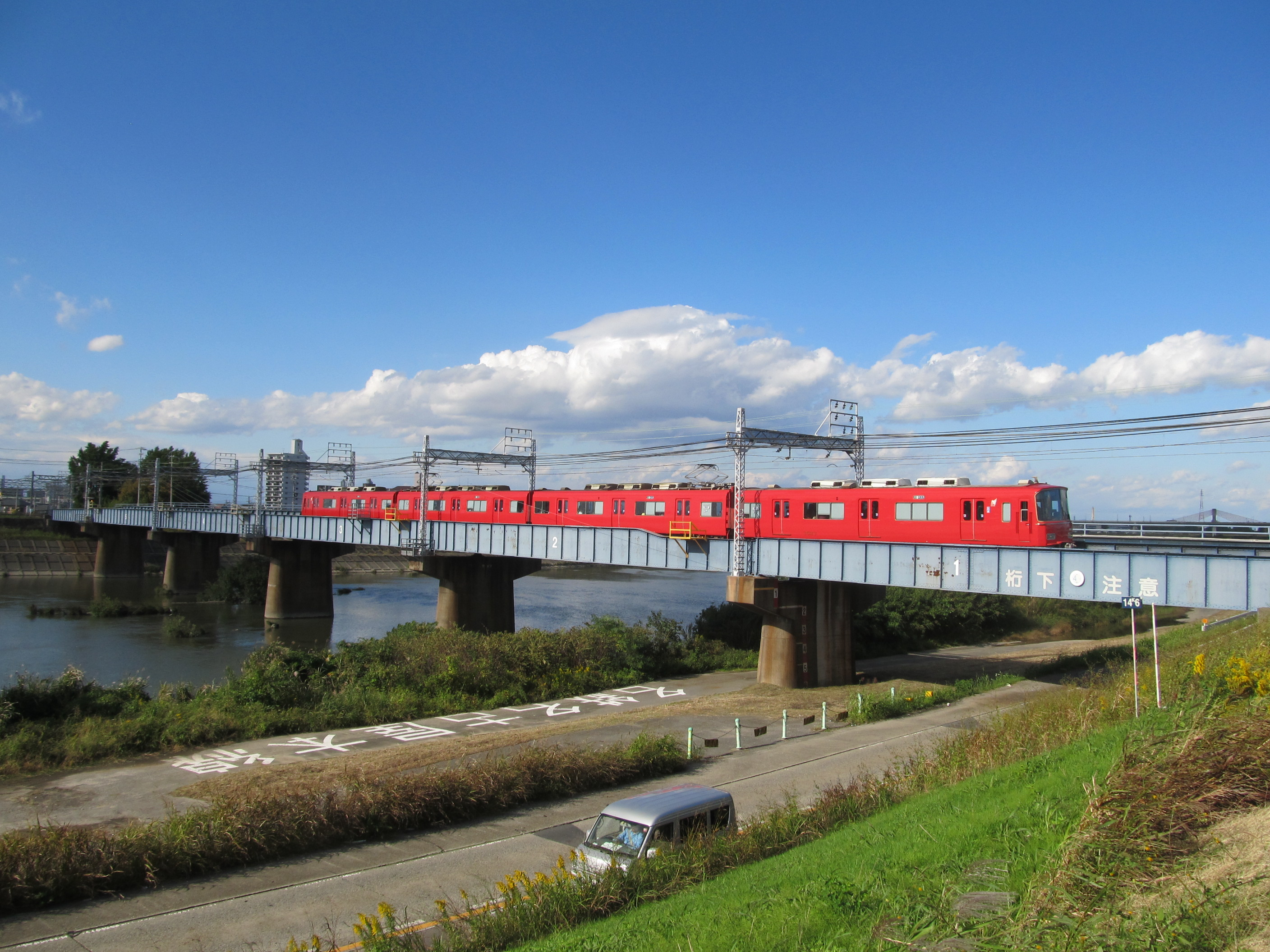
左岸下流側から望む庄内川橋梁

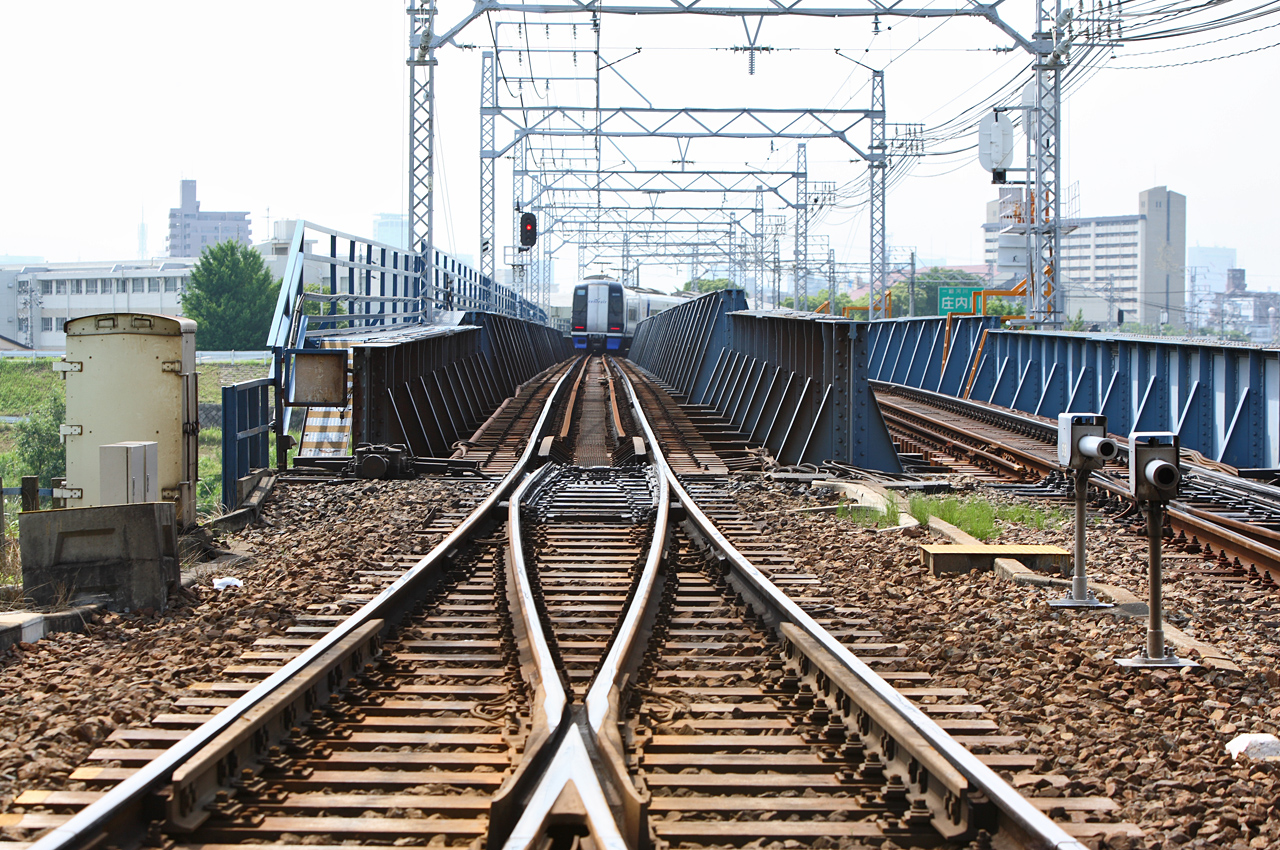
枇杷島分岐点よりみた庄内川橋梁

現橋梁（左）と旧橋梁（右）

庄内川橋梁（しょうないがわきょうりょう）は、愛知県名古屋市西区と清須市をむすぶ、庄内川に架かる名鉄名古屋本線の橋梁である。現在の橋梁は2代目である。
東枇杷島駅と枇杷島分岐点の間に架かる鉄道橋である。

## 概要
名古屋鉄道（名鉄）の前身である名古屋電気鉄道の郊外路線（通称：郡部線）の開業時に架けられた橋梁である。初代の橋梁は現在の橋梁より下流にあり、経費削減もあり、橋脚を中州に直接設置した箇所もあった。また、橋梁中心付近はトラス、端はプレートガーダーであった。
老朽化と、庄内川改修工事により橋脚の中洲を削り取る必要があったため、現在の橋梁に架け替えられたという。
両岸の急カーブの影響もあり、速度制限がある。初代の橋梁時は現在より急カーブであり、制限速度は20km/hであった。現在の橋梁は幾分カーブは緩和されたとはいえ、50km/h制限となっている。列車本数が多いことも影響して、枇杷島分岐点と共に現在も高速化のネックになっている。
- 供用：1958年（昭和33年）
- 延長：180.5m・複線式
- 構造：鋼下路桁
- 区間：愛知県名古屋市西区枇杷島町柳場 - 清須市西枇杷島町橋詰

## 歴史
- 1912年（大正元年）8月6日：庄内川橋梁が完成。これにより名古屋電気鉄道枇杷島線の延長として、枇杷島 - 西印田間が開業。同日枇杷島線は一宮線に改称する。
- 1941年（昭和16年）
  - 8月11日：新名古屋 - 東枇杷島信号所が開業。東枇杷島信号所は庄内川橋梁東岸に設置された仮信号所であった。
  - 8月12日：押切町 - 東枇杷島信号所間が廃止。枇杷島橋駅 - 岩倉間は犬山線に編入され、新名古屋 - 枇杷島橋間は名岐線となる。押切町と平野町の両駅が廃止され、東枇杷島は新線上に移転する。
- 1948年（昭和23年）5月16日：豊橋 - 新岐阜間を名古屋本線とし、豊橋 - 新岐阜間の「東西直通」運転を開始。これにより庄内川橋梁は名古屋本線の橋梁となる。
- 1949年（昭和24年）7月31日：枇杷島橋駅が廃止され、枇杷島分岐点となる。
- 1958年（昭和33年）3月16日：庄内川橋梁を現在の橋梁へ切り替える。

## その他
かつては名鉄小牧線の上飯田 - 味鋺間にも庄内川橋梁（1931年（昭和6年）完成。全長：201.7m ）が存在したが、2003年（平成15年）3月27日、上飯田連絡線の開業により廃止された。